# Psittaculirostris edwardsii

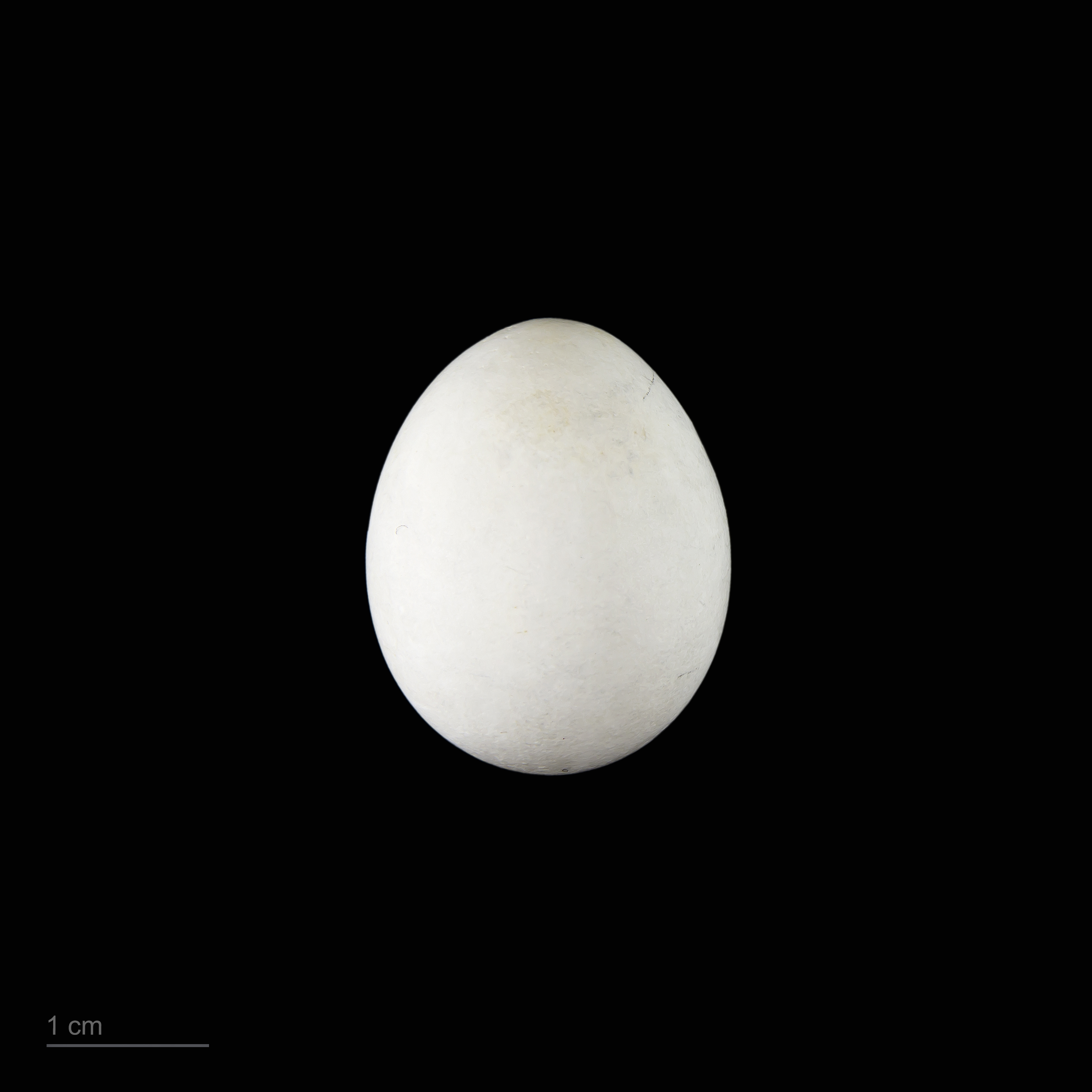
Psittaculirostris edwardsii - MHNT

Psittaculirostris edwardsii é uma espécie de ave da família Psittacidae.
Pode ser encontrada nos seguintes países: Indonésia e Papua-Nova Guiné.
Os seus habitats naturais são: florestas subtropicais ou tropicais húmidas de baixa altitude e regiões subtropicais ou tropicais húmidas de alta altitude.